# ガリヤ島
ガリヤ島(ガリヤとう、ロシア語: Остров Галля)は北極海の一部であるバレンツ海に位置するロシア連邦領ゼムリャフランツァヨシファにある島である。1874年にオーストリア＝ハンガリー帝国の探検家、ユリウス・フォン・パイアーにより発見された 。